# Mirjana Karanović
Mirjana Karanović (serbi: Мирјана Карановић; nascuda el 28 de gener de 1957) és una actriu, directora de cinema i guionista sèrbia. Considerada una de les millors actrius sèrbies i iugoslaves de tots els temps, és probablement coneguda per la seva actuació a la seva pel·lícula debut Petrijin venac, així com per les seves col·laboracions freqüents amb els directors Emir Kusturica i Jasmila Žbanić. Karanović va rebre el reconeixement internacional i una nominació al Premi del Cinema Europeu a la millor actriu pel seu paper a Grbavica de Žbanić.
El debut com a director de Karanović, Dobra žena, es va estrenar al Festival de Cinema de Sundance de 2016.

## Carrera
Mirjana Karanović va néixer el 28 de gener de 1957 a Belgrad. El seu pare Miloje era soldat i la seva mare Radmila (1932 — 2023) era sastre.
Va fer el seu debut a la pantalla a la pel·lícula de 1980 Petrijin venac ("La corona de Petrija"), guanyant elogis per la seva interpretació d'una dona sèrbia analfabeta. És més coneguda pel públic internacional per la seva interpretació de la mare a la pel·lícula de 1985 El pare en viatge de negocis.
El 1995, va aparèixer a la pel·lícula Underground, dirigida pel famós director serbi Emir Kusturica.
El 2003, Mirjana Karanović va tornar a fer història en aparèixer a la pel·lícula de Croàcia Svjedoci (Testimonis). Va ser la primera actriu de Sèrbia a aparèixer en una pel·lícula croata des de la dissolució de Iugoslàvia. A la pel·lícula, va interpretar una vídua de la Guerra de Croàcia.
El 2005, va aparèixer a la pel·lícula Grbavica de la directora bosniana Jasmila Žbanić, en la qual interpretava a una dona musulmana que havia d'arribar a un acord amb la seva naturalesa de naixement. En aquesta pel·lícula, ella retrata una víctima de violació maltractada pels Serbis durant la Guerra de Bòsnia.

## Activisme
Karanović ha estat una defensora activa dels Drets LGBT. És una de les fundadores de l'Incest Trauma Center, que ofereix assistència psicològica a nens i adults supervivents de violència sexual i les seves persones de suport.
L'any 2017, Karanović va signar la Declaració sobre la llengua comuna dels croats, serbis, bosnians i montenegrins.

## Vida personal
Karanović no s'ha casat mai i no té fills. Ella és atea.
El 2004, va sortir amb l'actor bosnià Ermin Bravo, que és 22 anys més jove que ella.

## Filmografia
| Títol                                  | Any  | Paper                      | Notes                                |                               |
| -------------------------------------- | ---- | -------------------------- | ------------------------------------ | ----------------------------- |
| Petrijin venac                         | 1980 | Petrija                    |                                      |                               |
| Majstori, majstori                     | 1980 | Dunja                      |                                      |                               |
| Pad Italije                            | 1981 | Mare                       |                                      |                               |
| Topola s terase                        | 1981 | Ana                        | Telefilm                             |                               |
| Stari Beograd                          | 1981 | Girl                       | Telefilm                             |                               |
| Slučaj Bogoljuba Savkovića Livca       | 1981 | Noia                       | Curtmetratge                         |                               |
| Bila jednom ljubav jedna               | 1981 | Dona rica                  | Telefilm                             |                               |
| Dvije polovine srca                    | 1982 | Mare                       |                                      |                               |
| Kazivanja                              | 1982 |                            | Curt televisiu                       |                               |
| Beograd, nekad i sad                   | 1982 | Ljuba / Buba / Ingrid      | Telefilm                             |                               |
| Imenjaci                               | 1983 |                            | sèrie de televisió, 1 episode        |                               |
| Kamiondžije opet voze                  |      | 1984                       | Alapača                              | sèrie de televisió, 1 episode |
| Provincija u pozadini                  | 1984 |                            | Telefilm                             |                               |
| Bele udovice                           | 1984 |                            | Telefilm                             |                               |
| Otac na službenom putu                 | 1985 | Senija                     |                                      |                               |
| Život je lep                           | 1985 | Autostopista               |                                      |                               |
| Tombola                                | 1985 | Olga                       | Telefilm                             |                               |
| Rodoljupci                             | 1986 | Zelenićka                  | Telefilm                             |                               |
| Pokondirena tikva                      | 1986 | Fema                       | Telefilm                             |                               |
| Obećana zemlja                         | 1986 | Marta                      |                                      |                               |
| Uvek spremne žene                      | 1987 | Majstor                    |                                      |                               |
| Marjuča ili smrt                       | 1987 | Marjuča                    |                                      |                               |
| Na putu za Katangu                     | 1987 | Žana                       |                                      |                               |
| The Fortunate Pilgrim                  | 1988 | Clara                      | TV minisèrie                         |                               |
| Dom Bergmanovih                        | 1988 | Ana                        | Telefilm                             |                               |
| Srce i njena deca                      | 1988 | Srce                       | També coneguda com Jednog lepog dana |                               |
| Vreme čuda                             | 1989 | Marta                      |                                      |                               |
| Sabirni centar                         | 1989 | Jelena Katić               |                                      |                               |
| The Legendary Life of Ernest Hemingway | 1989 |                            |                                      |                               |
| Seobe 2                                | 1989 | Evdokija Božić             |                                      |                               |
| Vreme čuda                             | 1989 | Marta                      | TV minisèrie                         |                               |
| Stremnicka                             | 1989 | Isidora Sekulić            | Telefilm                             |                               |
| Holivud ili propast                    | 1990 |                            | Telefilm                             |                               |
| Mala                                   | 1991 | Božidarka                  |                                      |                               |
| Bolje od bekstva                       | 1993 | Radmila                    |                                      |                               |
| Fazoni i fore                          | 1993 | Alapača                    | sèrie de televisió                   |                               |
| Buket                                  | 1993 |                            | Curtmetratge                         |                               |
| Otvorena vrata                         | 1994 | Žana                       | sèrie de televisió, 1 episodi        |                               |
| Underground                            | 1995 | Vera Popara                |                                      |                               |
| Tri letnja dana                        | 1997 | Terratinent                |                                      |                               |
| Kod lude ptice                         | 1998 | Convidada                  | sèrie de televisió, 1 episode        |                               |
| Tri palme za dve bitange i ribicu      | 1998 | Directora                  |                                      |                               |
| Cabaret Balkan                         | 1998 | Natalija                   |                                      |                               |
| Porodično blago                        | 1998 | Suzana                     | sèrie de televisió, 1998–99          |                               |
| Forma formalina                        | 1999 | Mare                       | Curtmetratge                         |                               |
| Fazoni i fore 2                        | 2002 | Alapača                    | sèrie de televisió                   |                               |
| Netaknuti sunce                        | 2002 | Mare                       | Curtmetratge                         |                               |
| Jagoda u supermarketu                  | 2003 | Propietària de supermercat |                                      |                               |
| Svjedoci                               | 2003 | Mare                       |                                      |                               |
| Tragom Karađorđa                       | 2004 | Marica                     | TV minisèrie                         |                               |
| Život je čudo                          | 2004 | Nada                       |                                      |                               |
| Stižu dolari                           | 2004 | Nevenka Krstić             | sèrie de televisió, 2004–06          |                               |
| Go West                                | 2005 | Ranka                      |                                      |                               |
| Grbavica                               | 2006 | Esma                       |                                      |                               |
| Das Fräulein                           | 2006 | Ruža                       |                                      |                               |
| Blodsbånd                              | 2007 | Hava                       |                                      |                               |
| Tegla puna vazduha                     | 2007 | Ljubica                    | Telefilm                             |                               |
| Ono naše što nekad bejaše              | 2007 | Esposa d'Atanasov          | sèrie de televisió                   |                               |
| Bela lađa                              | 2008 | Luja Pantić                | sèrie de televisió                   |                               |
| Vratiće se rode                        | 2007 | Radmila Švabić             | sèrie de televisió, 2007–08          |                               |
| Tamo i ovde                            | 2009 | Olga                       |                                      |                               |
| Neko me ipak čeka                      | 2009 | Mare                       | Telefilm                             |                               |
| Čekaj me, ja sigurno neću doći         | 2009 | Anđa                       |                                      |                               |
| Na putu                                | 2010 | Nađa                       |                                      |                               |
| Torta sa čokoladom                     | 2010 | Višnja                     | Curtmetratge                         |                               |
| 1000 Gramm                             | 2011 | Mare de Damil              | Curtmetratge                         |                               |
| Crna Zorica                            | 2012 | Petrana                    |                                      |                               |
| Smrt čoveka na Balkanu                 | 2012 | Buyer                      |                                      |                               |
| Vir                                    | 2012 | Inspector                  |                                      |                               |
| To dentro kai i kounia                 | 2013 | Nina                       |                                      |                               |
| Spomenik Majklu Džeksonu               | 2014 | Darinka                    |                                      |                               |
| Kosac                                  | 2014 | Mirjana                    |                                      |                               |
| Cure: The Life of Another              | 2014 | Àvia                       |                                      |                               |
| Jednaki                                | 2014 | Nina                       | Segment: "Katarina"                  |                               |
| Tri Dritare dhe një Varje              | 2014 | Maria / La periodista      |                                      |                               |
| Urgentni centar                        | 2015 | Jasmina Ilić               | sèrie de televisió, 1 episode        |                               |
| Pored mene                             | 2015 | Directora                  |                                      |                               |
| Dobra žena                             | 2016 | Milena                     | També director i guionista           |                               |
| Herostrat                              | 2016 |                            | Curtmetratge                         |                               |
| Sumnjiva lica                          | 2016 | Tina                       | sèrie de televisió                   |                               |
| Dnevnik mašinovođe                     | 2016 | Jagoda                     |                                      |                               |
| Ubice mog oca                          | 2016 | Cap Inspectora Obradović   | sèrie de televisió                   |                               |
| Rekvijem za gospođu J.                 | 2017 | Mrs. J                     |                                      |                               |

## Premis i nominacions
| Premi                                         | Any  | Categoria                                                 | Treball nominat              | Resultat  |
| --------------------------------------------- | ---- | --------------------------------------------------------- | ---------------------------- | --------- |
| Art Film Fest                                 | 2007 | Actor's Mission Award                                     | N/D                          | Guanyador |
| Festival de Cinema de Brussel·les             | 2006 | Millor actriu                                             | Grbavica                     | Guanyador |
| Festival Internacional de Cinema del Caire    | 2016 | Piràmide daurada                                          | Dobra žena                   | Nominat   |
| Premis Chlotrudis                             | 2008 | Millor actriu                                             | Grbavica                     | Nominat   |
| Festival Internacional de Cinema de Cleveland | 2016 | Millor pel·lícula a la competició d'Europa de l'Est       | Dobra žena                   | Guanyador |
| Premis del Cinema Europeu                     | 2006 | Millor Actriu                                             | Grbavica                     | Nominat   |
| FEST Belgrade International Film Festival     | 2016 | Millor actriu                                             | Dobra žena                   | Guanyador |
| FEST Belgrade International Film Festival     | 2017 | Millor actriu                                             | Rekvijem za gospođu J.       | Guanyador |
| Festival de Cinema de Göteborg                | 2016 | Premi al Debut Internacional                              | Dobra žena                   | Nominat   |
| Premis de l'Acadèmia de Cinema Hel·lènic      | 2014 | Millor actriu secundària                                  | To dentro kai i kounia       | Nominat   |
| Festival de Cinema de Motovun                 | 2016 | Premi FIPRESCI                                            | Dobra žena                   | Guanyador |
| Festival de Cinema de Pula                    | 1980 | Millor actriu                                             | Petrijin venac               | Guanyador |
| Festival de Cinema de Pula                    | 1985 | Millor actriu                                             | El pare en viatge de negocis | Guanyador |
| Festival de Cinema de Skopje                  | 2016 | Millor pel·lícula a la secció balcànica                   | Dobra žena                   | Nominat   |
| SOFEST Sopot Film Festival                    | 2013 | Millor actriu                                             | Vir                          | Guanyador |
| Festival de Cinema de Sundance                | 2016 | Gran Premi del Jurat (Cinema Mundial - Dramàtic)          | Dobra žena                   | Nominat   |
| Trophées Francophones du Cinema               | 2015 | Millor actriu secundària                                  | To dentro kai i kounia       | Nominat   |
| Premi Žanka Stokić                            | 2011 | Contribució destacada al cinema, la televisió i el teatre | N/D                          | Guanyador |
| Premi Dobričin Prsten                         | 2019 | Contribució destacada al teatre                           | Premi a la trajectòria       | Guanyador |